# Демидов, Григорий Акинфиевич
Григорий Акинфиевич Демидов (14 (25) ноября  1715 — 13 (24) ноября 1761, Санкт-Петербург) — русский ботаник, предприниматель, меценат из рода Демидовых.
Продолжил дело отца, Акинфия Никитича, основал Тисовский (в 1736 году) и Бисертский (в 1761 году) заводы. Известен как создатель первого в России частного ботанического сада под Соликамском и как корреспондент шведского учёного Карла Линнея.
Григорий эффективно занимался управлением заводами. По состоянию на 1742 год в Соликамске из 48 солеварниц в собственности Демидова были 14 варниц. Оставаясь в тени истории Григорий Акинфиевич сделал много полезного для семьи: добился разделения наследственного имущества между братьями, дал своим детям отличное образование. Три сына в течение десяти лет совершали научное путешествие по Европе, получая знания в различных отраслях. Инвестиции в десятилетнее образовательное путешествие детей составили 58.000 рублей по ценам XVIII века. Благодаря Демидову была сохранена коллекция Георга Стеллера, состоящая из 80 растений. 11 марта 1748 года Демидов лично передал их в Академию Наук в Петербурге.

## Жизнь в Соликамске
В 1730-х годах поселился в Соликамске, где основал первый в России частный ботанический сад. До начала 40-х годов Григорий Акинфиевич жил в Соликамске.
Демидов с 1739 года состоял в научной переписке с руководителем Медицинской канцелярии архиатром Иоганном Бернгардом фон Фишером, Иваном Варингом переводчиком и секретарем Медицинской канцелярии и с директором Московского аптекарского огорода Трауготтом Гербером.  12 июня 1740 года Демидов ясно указывает цель своей работы:

Нонче к вам присем посылаю трав 241 которые я в прошлом 739 году збирал и некоторые подписаны российскими именами И прошу вас оные подписать  таким же порядком роды разобрать как вы прежде ко мне мои гербарии подписали и прислать ко мне А ежели которые угодны и которые имеютца 2 планты то извольте со мною поделитца А я и впредь буду стараца о российских именах. 
...В намерении имею травы описать российскими именами и которую траву россияне от какой болезни употребляют и в каких местах ростет и в которые месяцы цветет токмо весма трудно е произвеждать от того что наши ботаники сходно не говорят одну траву один тако а другой инако называет — * С. - Петербургский филиал архива РАН, Ф.1 оп. 104 ед. хр. 12 с. 41-43
В декабре 1742 года Соликамск посетили ученые Гмелин и Мюллер с экспедицией. Вопреки утвердившимся ложным стереотипам, ни Стеллер, ни Гмелин или Мюллер не были знакомы с Демидовым до 40-х годов. Маршрут экспедиции в Сибирь в 1733 году лежал на Екатеринбург через Осу и Кунгур, а не через Соликамск, как это указывал Л. В. Баньковский — об этом свидетельствуют экспедиционные отчеты. Г. А. Демидов за собственные средства сохранял и в 1748 году переправил коллекцию в Швецию Линнею; письма Демидова доступны на сайте Лондонского Линнеевского общества.
По записям Гмелина и Мюллер известно, что Демидов самостоятельно построил оранжерею, о которой Гмелин высказался: «поистине королевская, единственная в этой стране».

Нам было приятно общение с местными жителями, многие из которых привычны к тесному общению. Особенно нас привлекла вежливость и дружелюбие господина Демидова, один из достойнейших сыновей статского советника господина Демидова.
 Его жена очень учтива. Воспитание детей в его доме особенно похвально. Подобное воспитание редко увидишь в этой стране.
 Дети от пяти до восьми лет выглядят учтивыми и благовоспитанными, как будто они намного старше. Они обучаются языкам и другим полезным наукам.
 Господин Демидов имеет прекрасную аптеку, в которой он знает каждое  и его действие. Он так же большой любитель естественных наук, особенно науки о растениях, большое количество которых он не только сушит в бумагах, но и содержит изящный сад, который стоит ему немалых расходов; и в котором для этой страны есть поистине королевская оранжерея.
Многим местным жителям это не понятно. Но он сумел вырваться из предрассудков, и его не беспокоит мнение ни единого человека, кто бы сказал ему: к чему такие расходы?
Какой от этого получается доход? Он знает, что ему позволено иметь это невидное удовольствие от божьих созданий— * Иоганн Гмелин Путешествие в Сибирь / пер. с нем. Д. Ф. Криворучко, отв. редактор Е. В. Смирнов. — Соликамск, 2012 — 86 с.
(перевод материалов уральского фрагмента путешествия Гмелина охватывает период с августа по декабрь 1742 года)

## Переезд в Петербург

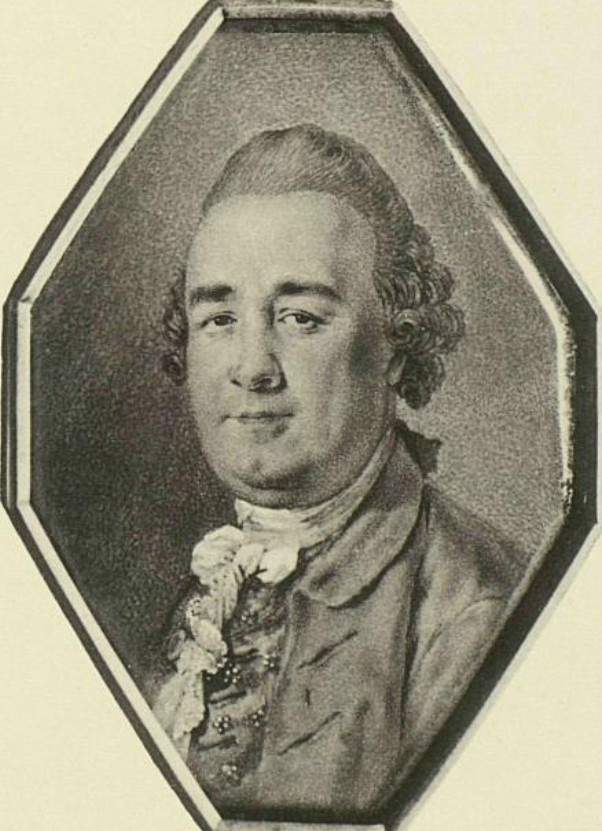
Портрет Григория Акинфиевича Демидова, Середина XVIII в.

Затем Демидов перебрался с семьёй в Петербург, где владел несколькими домами и вел обширные дела, являясь одним из крупнейших производителей железа и меди.
В Петербурге после пожара в здании Кунсткамеры 5 декабря 1747 года предоставил собственный дом под фонды библиотеки Академии наук и Кунсткамеры.
Дом Демидова стал принимать читателей, как полноценная библиотека. Среди читателей были Ломоносов и Мюллер, другие академики. Демидовская библиотека работала до 1766 года.
После фонды были возвращены в здание Кунсткамеры.
В 1756 году Г. А. Демидов обратился в Академию с прошением печатать для него по два экземпляра книг как на русском так и на других языках на александрийской бумаге. Это прошение было Академией удовлетворено. Книги продавались Демидову за установленную плату.
Даже после отъезда Демидова в столицу не прекращалось существование сада в Соликамске.
Французский астроном Шапп, Жан д'Отрош писал в марте 1761 года:

… здесь установлены двенадцать очень красивых теплиц. Они наполнены деревьями лимона и апельсина.
Здесь можно видеть и другие фрукты Франции, Италии, некоторые количество растений и кустарников из разных стран.
Эти теплицы были единственными, что я видел на пути из Москвы, но они очень схожи с московскими и в Петербурге, в его окрестностях.

Без таких теплиц, в этих городах не вырастить никаких овощей на протяжении большей половины года из-за продолжительной зимы. Господин Демидов устроил в своем доме очень хорошо укомплектованную аптеку, и в отличном порядке. Очень умелый человек поставлен её руководить и распространять лекарства для всех больных в этой местности.
Его садовник был русский и имел хорошие знания в физике, это само по себе показывало, по меньшей мере, человека образованного, и его большие способности в будущем. Господин Демидов, сам большой знаток, и не упустил талантов своего садовника. Поэтому для него были закуплены книги по математике, физике, ботанике, а также разнообразные инструменты.— Каррер Д' Анкосс Элен Императрица и аббат. Неизданная переписка. — М. Олма-Пресс — 464 с.

## Семья
Женой Григория Акинфиевича была Анастасия Павловна Суровцева (1713—1763). На ней Г.А. Демидов женился в 1731 году. Свадьба состоялась в Соликамске. Суровцева была дочерью местного солепромышленника. В приданое перешли 4 соляные варницы, да ещё 4 позднее были куплены у её родственников. Соляной промысел у Демидовых не заладился. К 1745 году функционировали только 4 соляные варницы, остальные же были остановлены. Позже соляной промысел Демидовых окончательно прекратился, а работные люди с него были взяты в казну. 14 октября 1755 г. Григорий Акинфиевич был освобожден от добычи и варки соли для казны. Соляные промыслы Г.А. Демидова были проданы после его смерти в 1772 г. А.Ф. Турчанинову и И.Ф. Рукавишникову (Демидовский временник. Исторический альманах. Кн. II. - Екатеринбург: Демидовский институт, 2008. С. 11 - 16.). 
У него было три сына — Александр (1737—1803), Павел (1738/1739—1821) и Пётр (1740—1826), которых в раннем возрасте он послал на десять лет учиться за границу, а также семь дочерей.
Одна из дочерей Григория, Пульхерия, была замужем за директором Академии художеств А. Ф. Кокориновым, другая же — Наталья вышла замуж за архитектора И. Е. Старова.
В фондах Российской национальной библиотеки есть книжка-календарь от 1763 года, в которой сохранились уникальные записи дочери Григория Акинфиевича — Хионии.

Скончался Григорий Акинфиевич Демидов в Петербурге, а похоронен — в Туле, в родовой усыпальнице Демидовых при Николо-Зарецкой церкви.

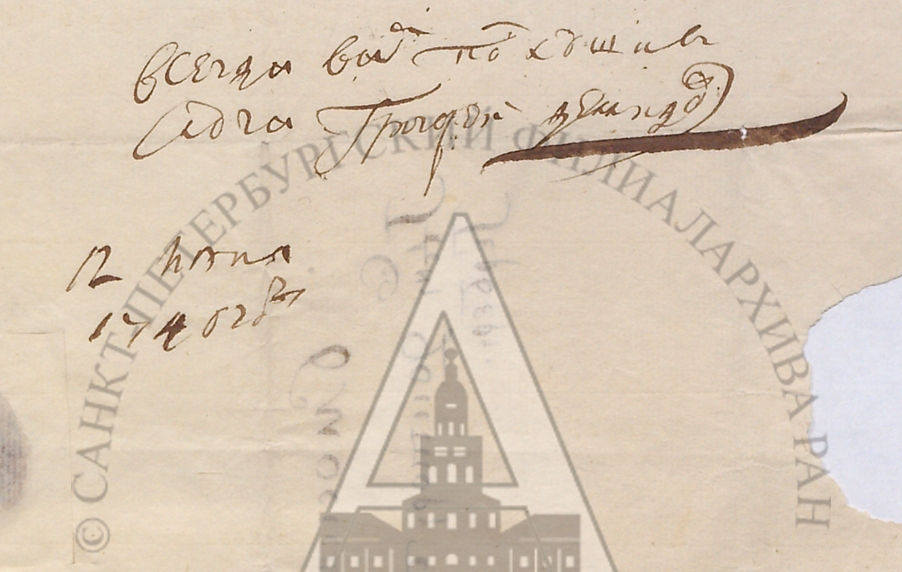
Автограф Григория Демидова
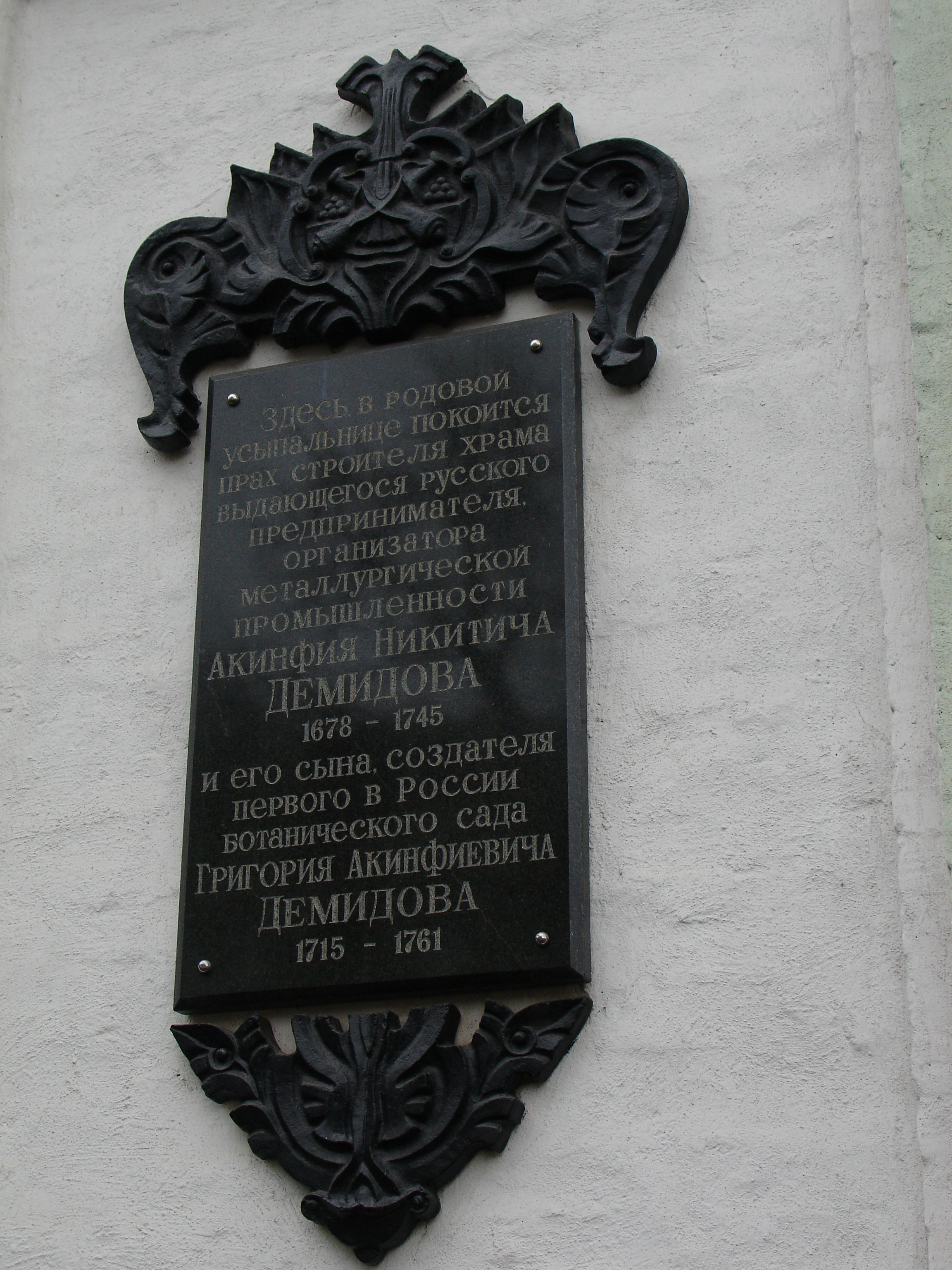
Мемориальная доска о погребении Акинфия и Григория Демидовых
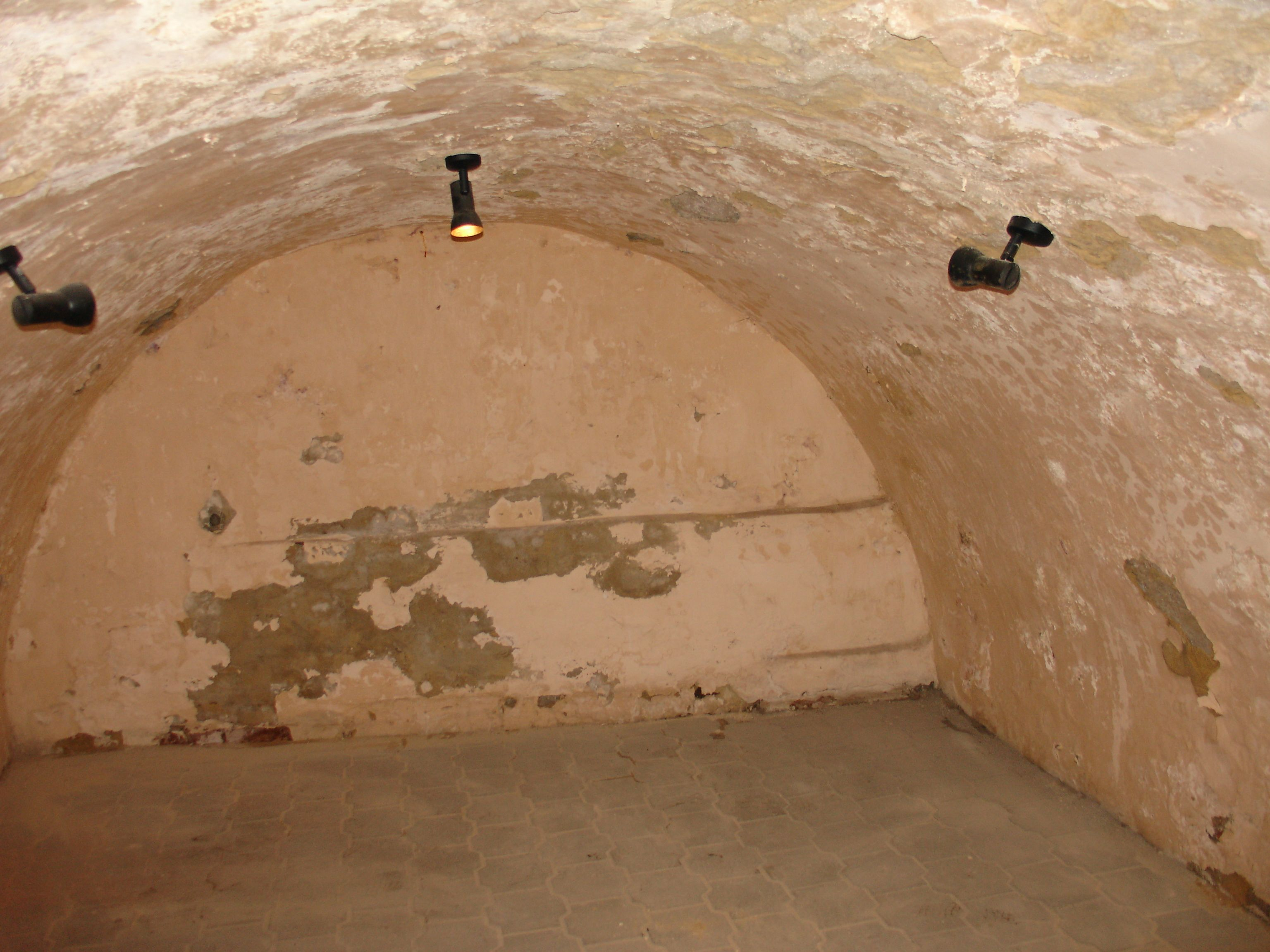
Законсервированный вид усыпальницы Демидовых
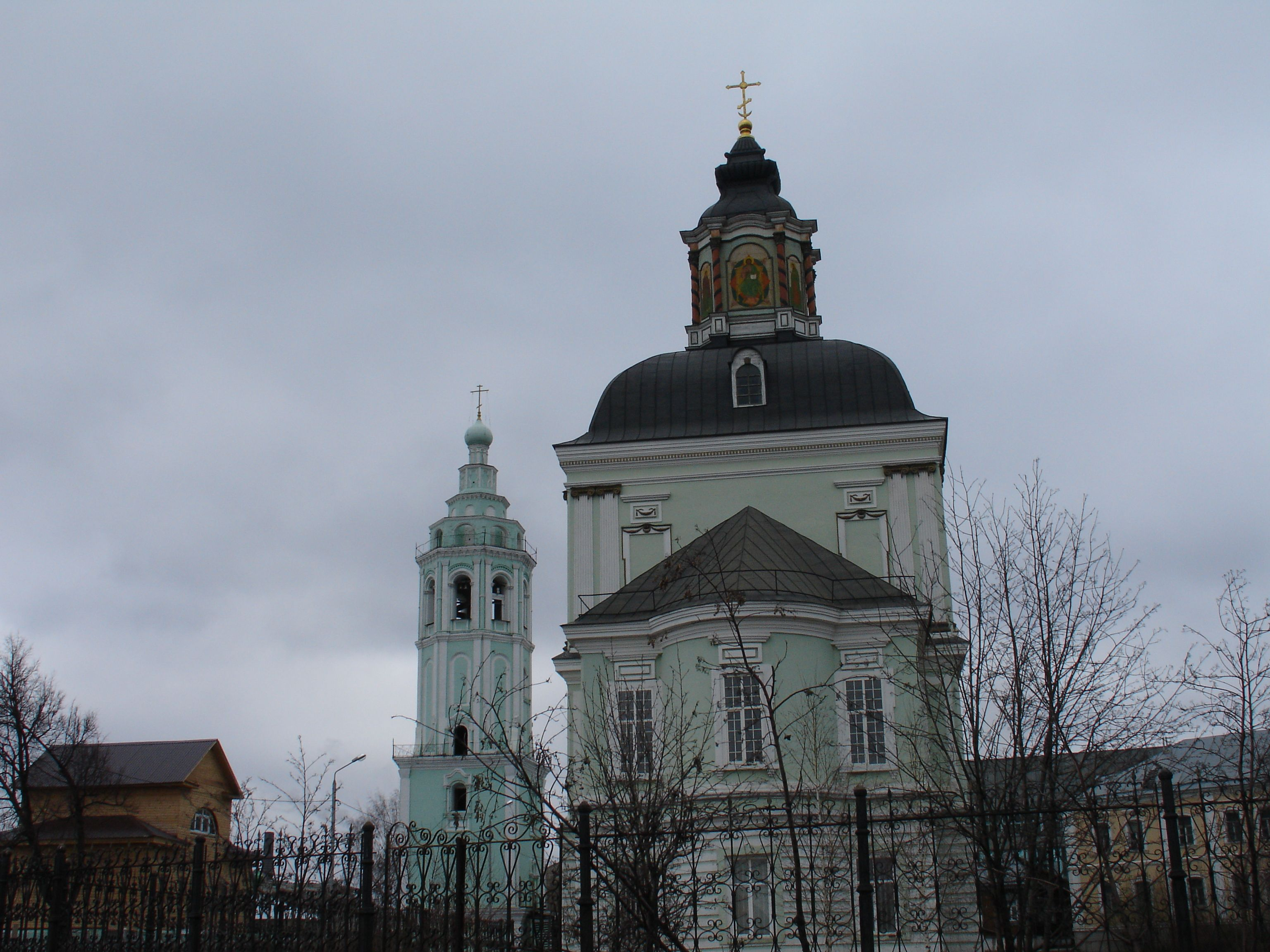
Николо-Зарецкая церковь г. Тула
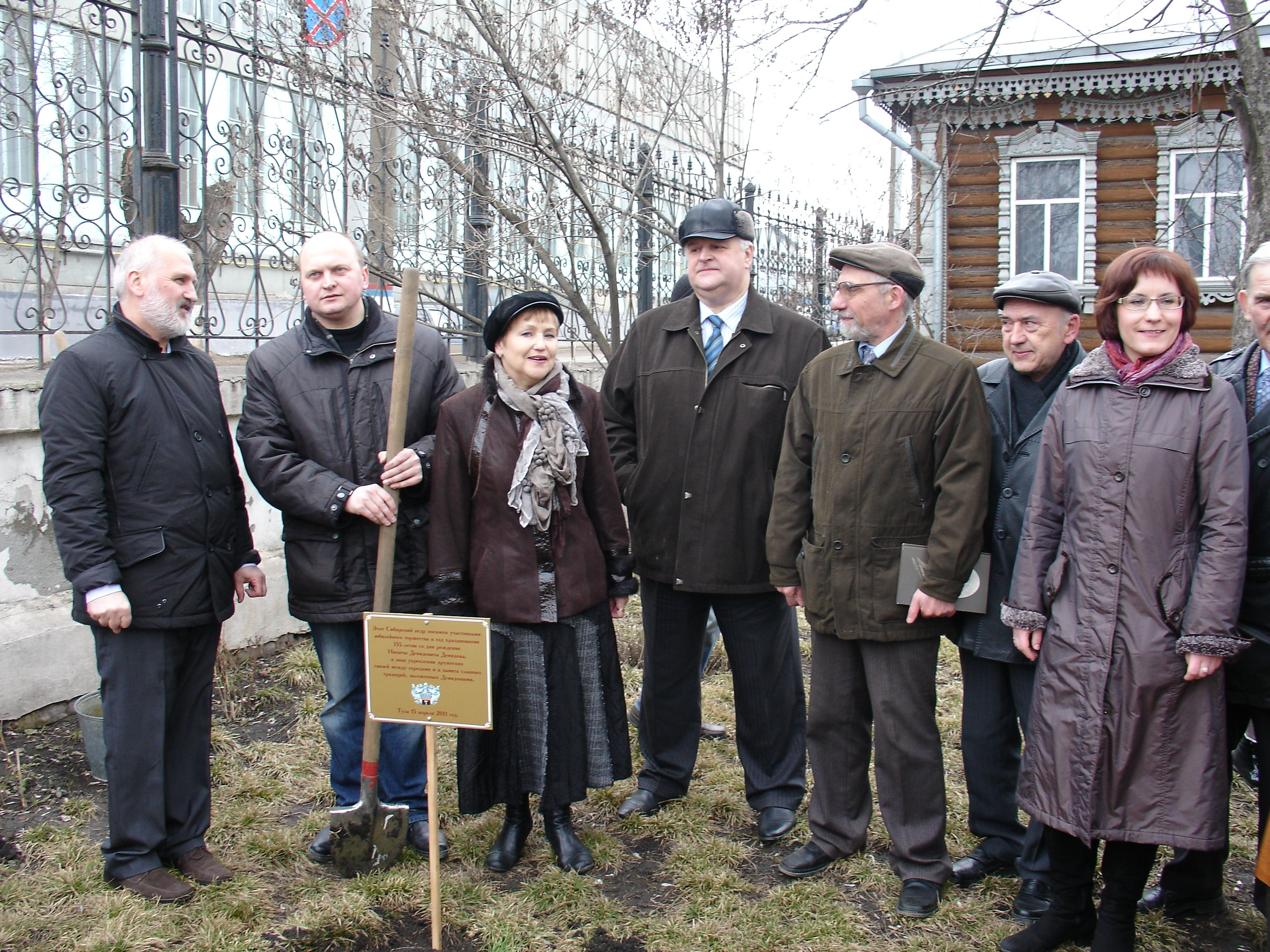
Представители Демидовского фонда в Музее «Некрополь Демидовых»